# Hatice Sultan (figlia di Mehmed IV)
Hatice Sultan (turco ottomano: خدیجه سلطان, lett. "fanciulla rispettosa"; Edirne o Costantinopoli, circa 1660 – Edirne, 5 luglio 1743) è stata una principessa ottomana, primogenita del sultano Mehmed IV e dell'Haseki Gülnuş Sultan. Era sorella dei sultani Mustafa II e Ahmed III.

## Origini
Hatice nacque a Edirne o a Costantinopoli nel 1660. Suo padre era il sultano ottomano Mehmed IV e sua madre la sua favorita e Haseki Gülnuş Sultan. Era la primogenita per entrambi. Aveva due fratelli e tre sorelle minori: Mustafa II, Ahmed III, Ayşe Sultan, Fatma Emetullah Sultan e Ümmügülsüm Sultan, oltre ad alcuni fratellastri e sorellastre

## Matrimoni
Il 21 giugno 1675 Hatice venne promessa in sposa a Kuloğlu Musahip Mustafa Pasha, Kapudan della flotta. Anni prima, a Musahip era stata offerta in moglie Bican Sultan, una delle figlie di Ibrahim I, ma aveva rifiutato. Le nozze si tennero il 30 giugno 1675, insieme alla circoncisione dei suoi fratelli Mustafa e Ahmed.
I festeggiamenti durarono 20 giorni e furono descritti come sontuosi, con spettacoli teatrali, fuochi d'artificio e banchetti. La dote di Hatice era trasportata da 86 muli riccamente bardati, e comprendeva letti, biancheria, tovaglie, tappeti, scendiletto, candelieri d'oro e porcellana, scarpe, pantofole e stivali di pelle con perle, bardature per cavalli, gioielli di gran valore, binocoli da teatro con gemme, mobili di materiali preziosi e gemme, casse di zuccheriere e servizi da the e modellini in zucchero dei Palazzi Imperiali.
Il 4 luglio la coppia s'insediò nel loro nuovo palazzo, l'Hatice Sultan Palace. Insieme ebbero cinque figli.
Hatice rimase vedova nell'ottobre 1686. I suoi figli furono portati dal nonno Mehmed alla scuola Enderun del Palazzo Interno per essere istruiti, ma tutti e cinque morirono in giovane età.
Mehmed progettò anche di risposarla con Yeğen Osman Paşah, ma fu deposto nel 1687 e il fidanzamento venne annullato.
Nel 1691 Solimano II, fratellastro di Mehmed e zio di Hatice, nuovo sultano salito al trono dopo la deposizione di Mehmed, la diede in moglie a Moralı Enişte Hasan Pasha, governatore d'Egitto e poi Gran Visir, assegnando loro come residenza il Palazzo Sinan Paşah. Il matrimonio si tenne il 13 marzo 1691 e i due ebbero una figlia, che sopravvisse fino all'età adulta.
Nel 1704, durante il regno di suo fratello Ahmed III, il marito di Hatice fu licenziato e esiliato a Izmit. Hatice andò con lui e visse lì per tre anni, dopodiché suo marito venne perdonato e nominato governatore d'Egitto, Tripoli e Kütahya. Hatice venne invece richiamata a Costantinopoli.
Rimase vedova nel dicembre 1713. Non si risposò più, interessandosi invece di politica e diventando la consigliera più fidata di suo fratello Ahmed III fino alla sua deposizione.

## Discendenza
Dal suo primo matrimonio, Hatice ebbe cinque figli morti in giovane età: 
- Sultanzade Mehmed Bey (1675 - post 1686)
- Sultanzade Hasan Bey (1677 - 1684)
- Sultanzade Çamur Vasif Bey (? - post 1686)
- Sultanzade Abbas Ali Bey (? - post 1686)
- Sultanzade Abdüllah Bey (? - post 1686)

Dal suo secondo matrimonio, Hatice ebbe una figlia: 
- Rukiye Ayşe Hanımsultan (post 1691 - 1717)

## Morte
Dopo la deposizione di suo fratello Ahmed III e la salita al trono di suo nipote Mahmud I (figlio dell'altro suo fratello Mustafa II) si ritirò a Edirne, dove morì il 5 luglio 1743. A ottantatre anni, era stata fra le principesse ottomane più longeve.
Venne sepolta a Costantinopoli, nella Moschea Nuova, all'interno della türbe (mausoleo) di sua nonna paterna Turhan Sultan. 

## Beneficenza e hobby
Hatice era una patrona dell'architettura: costruì scuole, fontane e moschee sia a Costantinopoli che a Edirne. In particolare, è segnalata una fontana a Costantinopoli del 1711, progettata da Bekir Ağa, e la ricostruzione e ristrutturazione della Moschea Yavedud, nel quartiere Eyüp.
Hatice era anche una appassionata collezionista di porcellane orientali ed europee. Dai 311 pezzi datole per la sua dote, al momento della sua morte il totale ammontava a 2.377 pezzi.
Era inoltre nota per la sua passione per feste e banchetti, che organizzava nei suoi palazzi e a cui invitava spesso i fratelli. Particolarmente famoso è quello che tenne a Üskudar nel 1703, alla vigilia della Rivolta Patrona Halil, a cui presero parte il sultano Ahmed III, il Gran Visir e buona parte dei dignitari di corte. 

## Cultura popolare
- Nella serie televisiva storica turca del 2012 Bir Zamanlar Osmanlı: Kıyam, Hatice Sultan è interpretata dall'attrice turca Türkan Şoray.
- Nella serie televisiva storica turca del 2013, Osmanlı'da Derin Devlet, Hatice Sultan è interpretata dall'attrice turca Perihan Savaş